# Falklandsöarnas vapen
Falklandsöarnas vapen avbildar skeppet "Desire" och ett får. Fåraveln är en av öarnas viktigaste inkomstkällor.
Vapnet i sin nuvarande utformning antogs den 29 september 1948.